# Gypsys, Tramps & Thieves
Gypsys, Tramps & Thieves (оригинальное название — Chér) — седьмой студийный альбом американской певицы и актрисы Шер, выпущенный в сентябре 1971 года на лейбле Kapp Records. Этот диск стал первым для Шер, продюсером которого не был Сонни Боно. В первый раз она сотрудничала со Снаффом Гарреттом и аранжировщиком Элом Кэппсом. Изначально пластинка вышла под названием Chér, но после успеха ведущего сингла «Gypsys, Tramps & Thieves» была переименована. Диск получил положительные отзывы критиков и в июле 1972 года получил статус золотого. Он был её первым и самым успешным диском в 70-х.

## История
После провалов последних альбомов, Шер подписала контракт с Kapp Records и MCA Records в начале 1971 года. На этих лейблах певица выпустила самые успешные свои работы в 70-х, она оставалась с ними до 1974 года. Джонни Муссо из Kapp Records считал, что Шер и Гарретт смогут успешно поработать вместе и решил объединить их в одну команду. На этот раз перед Гареттом стояла задача найти новое звучание для первого возвращения Шер.
Первый трек лонгплея — «The Way of Love» — кавер-версия песни Кэти Кёрби. Другие каверы альбома — «Fire and Rain» и «He Ain’t Heavy, He’s My Brother». Большая часть диска — AC-баллады, распространенный в то время жанр.
Во время записи диска были также записаны три дополнительные песни: «Classified 1-A», «Don’t Put It on Me» и «Gentle Foe». Первые две были выпущены в британской версии альбома и позже вышли как промосинглы в США. В 2000 году «Classified 1-A» был представлен бонус-треком в альбоме not.com.mercial. «Gentle Foe» была использована как саундтрек к документальному фильму Once Upon a Wheel.

## Релиз
Альбом Chér был выпущен в сентябре 1971-го и позже переиздан под названием Gypsys, Tramps & Thieves из-за успеха первого сингла. Успех сопровождался выходом на экраны эстрадного шоу «Час комедии с Сонни и Шер» на CBS в августе 1971 года. Всё это сопровождалось изменением образа исполнительницы: она отошла от привычного хиппи-стиля и стала одеваться у дизайнера Боб Маки.
«Gypsys, Tramps & Thieves» — первый сингл пластинки. Песня была написана Бобом Стоуном и называлась изначально «Gypsys, Tramps and White Trash». Продюсер Шер Снафф Гаретт, однако, настоял, чтобы название было изменено и Стоун переписал песню как «Gypsys, Tramps and Thieves». Выпущенный спустя 4 года после последнего топ-10 хита Шер «You Better Sit Down Kids», сингл стал возвращением Шер не только в топ-10 чартов, но и смог на две недели возглавить чарт Billboard Hot 100 в ноябре 1971 года. Сингл также возглавил канадский и французский чарты и занял 4-е место в Великобритании. Сингл стал самым успешным для Шер на тот момент, было продано свыше трёх млн копий во всем мире.
Видео на эту песню стало первым клипом Шер. Музыкальное видео представляло собой записанное выступление на «Час комедии с Сонни и Шер» в 1971 году. В клипе Шер, одетая как цыганка, поёт перед фургоном и костром.
Вторым синглом была выпущена песня «The Way of Love». Кавер-версия песни Кэти Кёрби в исполнении Шер, стала в итоге самой известной версией «The Way of Love». Сингл провел три недели в топ-10 Billboard Hot 100, достигнув высшей позиции седьмого места и продав около 1 миллиона копий.
В 1998 году американская версия лонгплея была переиздана под названием Gypsys, Tramps & Thieves. Также оригинальный альбом и следующий диск певицы Foxy Lady были изданы в виде одного Chér/Foxy Lady как часть бокс-сета 1999 года.

## Восприятие
Пластинка получила по большей части положительные отзывы. Джо Вильоне из AllMusic назвал альбом «хорошим, с несколькими великолепными вещами», также он отметил, что сольный «музыкальный материал певицы смог взлететь до высот, невозможных в дуэте», приводя в пример «The Way of Love». В своём обзоре обозреватели Billboard написали, что «Шер действительно обладает одним из самых необычных голосов в поп-музыке на сегодняшний день» и что на этот раз исполнительница раскрывает историю каждой песни в роскошном оркестровом оформлении.
Chér дебютировал в Billboard Top LPs под номером 194 в конце сентября 1971 года, в итоге достигнув 16-й позиции. К 1972 году было продано свыше 500 тысяч копий альбома в США, в результате чего, он получил статус золотого. Он стал одним из её самых успешных, ведущий сингл которого был номинирован на «Грэмми» в категории «Лучшее женское вокальное поп-исполнение». Запись оставалась в американских чартах в течение года, 13 апреля 1972 года Американская ассоциация звукозаписывающих компаний присвоила ей золотой статус.
Альбом также занял 14-е место в канадском чарте, а в австралийском — 43-е. В Европе он имел некоторый успех в Норвегии, где он занял 21-е место, но в британский альбомный чарт диск не попал.

## Список композиций
| №  | Название                                           | Автор(ы)                    | Длительность |
| -- | -------------------------------------------------- | --------------------------- | ------------ |
| 1. | «The Way of Love»                                  | Аль Стиллман, Джек Дьеваль  | 2:30         |
| 2. | «Gypsys, Tramps & Thieves»                         | Боб Стоун                   | 2:36         |
| 3. | «He’ll Never Know»                                 | Гарри Ллойд, Глория Склеров | 3:27         |
| 4. | «Fire and Rain»                                    | Джеймс Тейлор               | 2:59         |
| 5. | «When You Find Out Where You’re Goin’ Let Me Know» | Линда Лори                  | 2:18         |
| 6. | «Classified 1A» (UK bonus track)                   | Сонни Боно                  | 2:58         |

| №  | Название                              | Автор(ы)                 | Длительность |
| -- | ------------------------------------- | ------------------------ | ------------ |
| 1. | «He Ain’t Heavy, He’s My Brother»     | Боб Расселл, Бобби Скотт | 3:30         |
| 2. | «I Hate to Sleep Alone»               | Пегги Клингер            | 2:28         |
| 3. | «I’m in the Middle»                   | Билли Гейл               | 2:45         |
| 4. | «Touch and Go»                        | Джерри Фуллер            | 2:01         |
| 5. | «One Honest Man»                      | Джинджер Греко           | 2:24         |
| 6. | «Don’t Put It on Me» (UK bonus track) | Сонни Боно               | 2:38         |

## Участники записи
Список составлен в соответствии с информацией базы данных Discogs.
- Шер — вокал
- Снафф Гарретт[англ.] — музыкальный продюсер
- Эл Кэппс[англ.] — аранжировщик
- Ленни Робертс — звукорежиссёр
- Ричард Аведон — фотограф

## Позиции в хит-парадах
| Хит-парад (1971—1972)         | Высшая позиция | Пребывание в чарте |
| ----------------------------- | -------------- | ------------------ |
| Австралия (Kent Music Report) | 43             | нет данных         |
| Канада (RPM Albums Chart)     | 14             | 29 недель          |
| США (Billboard Top LPs)       | 16             | 45 недель          |

| Хит-парад (1972)                    | Позиция |
| ----------------------------------- | ------- |
| США (Billboard Top Popular Albums)  | 48      |
| США (Cash Box Top 100 Albums of 72) | 91      |

## Сертификации
| Регион                                                      | Сертификация | Продажи  |
| ----------------------------------------------------------- | ------------ | -------- |
| США (RIAA)                                                  | Золотой      | 500 000^ |
| ^ Данные о тиражах приведены только на основе сертификации. |              |          |